# 阿部真央
阿部 真央（あべ まお、1990年1月24日 - ）は、日本の女性シンガーソングライター。大分県大分市出身。所属レコード会社はポニーキャニオンのレーベルIRORI Recordsに設立したプライベート・レーベル「KAGAYAKI RECORDS」。愛称はあべま。

## 略歴

### メジャーデビュー前
幼少期、祖父に演歌を歌わせられたのをきっかけに音楽を好きになる。小学3年生でピアノを始め、音楽に慣れ親しむ。地元のカラオケ大会にも参加し、人前で歌うということに惹かれる。中学生のときに歌手になることを志し、数多くのオーディションに参加する。高校生になった時にピアノを止めギターに切り替える。この頃から地元大分市などで頻繁に路上ライブを行ったり、音楽オーディションに参加したりしていた。それまではカバー曲中心で活動していた阿部だが、2006年2月、高校1年生の時に処女作「MY  BABY」を書き上げる。
2006年5月、高校2年生の時に楽器店の店長に勧められて「YAMAHA TEENS' MUSIC FESTIVAL2006大分大会」に出場、「MY BABY」を披露し優勝した。続く全国大会では母への想いを歌った「母の唄」で奨励賞を受ける。このころから多くの地元メディアから出演オファーを受けるようになる。高校卒業後、上京しポニーキャニオンと契約。ROCK IN JAPAN FESTIVALをはじめ、多くのライブに出演する。2008年8月から11月まで、iTunes Storeで阿部の楽曲が4曲配信された。その内の1曲「MY BABY」はiTunes Store「今週のシングル」に選ばれた。

### メジャーデビュー後
2009年1月21日にデビューアルバム『ふりぃ』を発売。表題曲である『ふりぃ』はラジオシングルとしてリリースされ、Japan Hot 100で1位を獲得した。1月28日にShibuya O-WESTにて初のワンマンライブ『阿部真央のふりぃらいぶ』を行い、3月21日には初のライブツアー『阿部真央らいぶNo.0』（九州7県限定）をスタートさせた。5月15日に「僕らの音楽」（フジテレビ）にてテレビ番組初登場。彼女が大ファンだと言う土田晃之との対談を行った。5月27日に1枚目のシングル『伝えたいこと/I wanna see you』をリリースし、オリコンチャートでトップ20に入る。6月17日には5月に死去した忌野清志郎の遺作『Oh! RADIO』に、RADIO SOUL 20のメンバーとして参加した。8月5日に2枚目のシングル『貴方の恋人になりたいのです』をリリース。前シングルに引き続きオリコンチャートでトップ20に入る。12月に大阪と東京でワンマンライブ『阿部真央らいぶNo.0.7』を開催。2010年1月13日に3枚目のシングル『いつの日も』、1月27日には2枚目のアルバム『ポっぷ』をリリース。『いつの日も』は発売1週間前にBillboard Japan Hot 100で2位に入り、『ポっぷ』はオリコンチャートで初のトップ10に入った。3月19日に自身初の全国ツアー『阿部真央らいぶNo.1』を開催した。6月9日、4枚目のシングル『ロンリー』、11月3日に5枚目のシングル『19歳の唄』をリリースした。そして同日から、全国ツアー第二弾『阿部真央らいぶNo.2』を開催。後日、翌年2月に3枚目となるアルバムをリリース予定だったが、声帯治療の為発売が延期する事が発表された。12月にオフィシャルモバイルファンクラブにて、CD未発売となる新曲「モットー」を発表した。2011年1月に傷めていた声帯の手術を行う。5月18日に6枚目のシングル『モットー。／光』、6月1日に3枚目のアルバム『素。』、7月27日には自身初となるライブDVD『阿部真央らいぶNo.2@Zepp Tokyo』をそれぞれ発売した。8月14日、21日に東京と大阪でワンマンライブ『阿部真央らいぶ夏の陣』を開催。11月16日に阿部真央らいぶNo.2で披露された楽曲『側にいて』を、7枚目のシングルとしてリリースした。12月2日には3度目となる全国ツアー『阿部真央らいぶNo.3〜ZEPPとQUATTROだけでごめんねTOUR〜』を開催。2012年2月4日、5日にアヴリル・ラヴィーンのツアー『The Black Star Tour』のさいたまスーパーアリーナ公演に、サポートアクトとして参加した。2月7日にNHKの番組を紹介するキャンペーン「春ナビ」のイメージキャラクターに起用され、キャンペーンソング「世界はまだ君を知らない」を書き下ろした。5月16日に8枚目のシングル『世界はまだ君を知らない』リリース。5月31日にはファンであるONE OK ROCKのツアー「Start Walking The Tour」にゲスト出演した。6月6日に4枚目のアルバム『戦いは終わらない』リリースし、6月19日から9月1日まで自身初となるホールツアー『阿部真央らいぶNo.4』を開催。12月5日にライブ映像作品『阿部真央らいぶNo.4@渋谷公会堂』リリースし、12月10日、24日に大阪と東京で初の弾き語りライブ『阿部真央 弾き語りらいぶ2012・冬 〜クリスマスだよ!来るでしょ?来るよね!?の巻〜』を開催した。2013年3月6日に9枚目のシングル『最後の私』、6月26日には10枚目のシングル『貴方が好きな私/boyfriend』をリリースした。7月14日に弾き語り全国ツアー『阿部真央 弾き語りらいぶ2013・夏』を開催。8月28日に5枚目のアルバム『貴方を好きな私』をリリースした。10月4日に全国ツアー『阿部真央らいぶNo.5』を開催。11月20日リリースのAimer（エメ）のファースト・ミニアルバム『After Dark』に、初の提供曲「words」を書き下ろした。
2014年2月、Mr.Childrenの桜井和寿とGAKU-MCによるユニット・UKASUKA-GがFM802の春のキャンペーン「ACCESS!」のキャンペーンソングとして制作した楽曲「春の歌」のレコーディングのためにUKASUKA-Gをはじめ、槇原敬之、KREVA、岡野昭仁（ポルノグラフィティ）、吉井和哉など総勢23組のアーティストたちで結成された新ユニット「POSSESSION=80.2 POR CENTO」に、歌唱アーティストの一人として参加した。5月21日に11枚目のシングル『Believe in yourself』、8月20日に初のシングルコレクションとなる『シングルコレクション19-24』をそれぞれリリース。10月22日に、10月25日公開の映画『小野寺の弟・小野寺の姉』の主題歌となる12枚目のシングル『それぞれ歩き出そう』をリリースした。11月29日、30日に東京と大阪で初のファンクラブイベント『あべまにあ限定イベント2014』を開催。2015年1月4日にオフィシャルサイトにてツアーのマニピュレーターを務める元CORE OF SOULの飯塚啓介と入籍したことを発表した。2月18日に6枚目のアルバム『おっぱじめ!』をリリース。3月3日に妊娠3ヶ月であることを自身のオフィシャルサイトで発表。3月10日に全国ツアー『阿部真央らいぶNo.6』を開催した。9月23日に第1子となる男児を出産したことを報告。11月18日に13枚目のシングル「You changed my life」をリリースした。2016年3月1日、オフィシャルサイトで飯塚との離婚を発表。5月25日に14枚目のシングル「Don't let me down」、8月24日には阿部真央としては初の連続ドラマの主題歌となる15枚目のシングル「女たち」をリリースした。2017年2月15日に7枚目のアルバム『Babe.』をリリースすると、2月16日に宣伝も兼ねて「おぎやはぎのメガネびいき」（TBSラジオ）にゲスト出演した。10月4日リリースの山本彩のアルバム『identity』に、楽曲「喝采」を提供した。12月8日に初の配信シングル「K.I.S.S.I.N.G.」をリリースした。2018年3月7日に8枚目のアルバム『YOU』をリリースし、収録曲「immorality（Arranged by 岡崎体育）』がFODオリジナルドラマ『不倫食堂』の主題歌に起用された。7月16日に配信シングル『まだ僕は生きてる』をリリース。10月10日に声帯結節により急遽手術する事を発表した。10月24日にはシングル『変わりたい唄』をリリース。2019年1月23日に10周年記念ベストアルバム『阿部真央ベスト』、5月8日にシングル『君の唄(キミノウタ)/答』をそれぞれリリース。表題曲の「君の唄(キミノウタ)」は映画『チア男子!!』に、カップリング曲の「答」はアニメ『消滅都市』のに起用され、8月21日にはNHK総合ドラマ『これは経費で落ちません!』の主題歌に起用された、シングル「どうしますか、あなたなら」をリリースした。11月6日にリリースしたASCAのアルバム『百歌繚乱』に楽曲「NO FAKE」を提供。2020年1月22日に9枚目のアルバム『まだいけます』、4月8日に配信シングル「READY GO」、8月12日に配信シングル「Be My Love」をリリースした。「READY GO」はNHK テレビアニメ『アニ×パラ〜あなたのヒーローは誰ですか〜』第9弾「ボッチャ」テーマ曲に、「Be My Love」はドラマ『僕らは恋がヘタすぎる』の主題歌に起用された。10月28日リリースの加藤ミリヤのトリビュートアルバム『INSPIRE』に参加し、楽曲「Last Love」をカバーした。12月9日に広瀬香美の楽曲「ロマンスの神様」のカバーを、12月23日に楽曲「いつの日も ～MY INNER CHILD　Ver.～」をそれぞれ配信リリースした。「いつの日も～MY INNER CHILD　Ver.～」は自身のピアノ弾き語りによるセルフカバーで、同日にMVも公開された。2021年1月20日に初のカバーアルバム『MY INNER CHILD MUSEUM』をリリースした。1月27日にはリリースのASCAのアルバム『百希夜行』に楽曲「regain」を提供。2月3日に、テレビ東京系ドラマパラビ『おじさまと猫』のエンディングテーマである配信シングル「ふたりで居れば」をリリース。2月22日にリリースしたファーストサマーウイカの楽曲「カメレオン」を提供。11月19日には、2022年2月2日に発売予定の7ORDERアルバム『Re:ally?』収録の楽曲「もしも」を提供したことが公表された。12月15日にピアノで制作した配信シングル「I Never Knew」をリリースした。
2023年4月2日をもって、デビュー以来所属したヤマハミュージックエンタテインメントホールディングスから独立した。

### プライベートレーベル設立後
2023年7月5日に渋谷duo MUSIC EXCHANGEで行ったファンクラブイベント『あべまにあ限定イベント2023』内で、ポニーキャニオンのレーベル「IRORI Records」と提携した自身のプライベートレーベル「KAGAYAKI RECORDS」の設立を発表。同日にレーベルロゴと新アーティスト写真を公開した。8月23日には、配信シングル「I've Got the Power」をKAGAYAKI RECORDSからリリースし、9月13日に同楽曲のMVを公式YouTubeチャンネルで公開した。また9月20日には「貴方の恋人になりたいのです」や「お前が求める私なんか全部壊してやる」などの楽曲を新アレンジでセルフカバーしたアコースティック・アルバム『Acoustic -Self Cover Album-』を発売した。
2024年1月9日、テレビアニメ『望まぬ不死の冒険者』エンディングテーマとして書き下ろした「Keep Your Fire Burning」を配信でリリースし、同日に公式YouTubeチャンネルでMVを公開。5月23日には、結木悠原作の少女漫画『君を忘れる恋がしたい』のイメージソング「進むために」と同漫画作品のコラボ映像を別冊マーガレット公式YouTubeチャンネルで公開。5月29日に「進むために」を配信リリースした。7月17日には、配信シングル「Hands and Dance」をサプライズリリースした後、8月7日に通算11枚目のオリジナル・アルバム『NOW』を発売した。
同年8月25日から9月15日まで『15th Anniversary Abe Mao Solo Live Tour 2024』を、また10月4日から25日までZeppツアー『15th Anniversary Abe Mao Zepp Live Tour 2024”』を開催。11月3日には「レコードの日2024」に合わせ、昨年9月に発売したアコースティック・セルフカバー・アルバム『Acoustic -Self Cover Album-』のアナログ・レコード盤を発売。また12月25日には、前述のアナログ・レコード盤のみに収録されていた「いつの日も [2024 Acoustic Ver.]」を配信でリリースした。
2025年4月9日、テレビ東京 ドラマ24『ディアマイベイビー～私があなたを支配するまで～』エンディングテーマ「マリア」を配信リリース。また同日に写真家の森好弘が撮影した新たなアーティスト写真を公開した。
2025年8月1日、YouTubeチャンネル『THE FIRST TAKE』（第573回）に初出演し、2009年に発売した「貴方の恋人になりたいのです」を15周年記念ワンマンライブの編成で披露した。また同日より、各音楽ストリーミングサービスでのMV全45作品の配信とこれまでにTikTokで配信していなかった過去楽曲の一斉配信を開始した。

## 音楽性
影響を受けたアーティストは高校時代に出会ったアヴリル・ラヴィーン、YUI、椎名林檎で、その頃に路上で歌うようになった。曲を書くようになるまではアヴリルの曲をカバーしていた。
阿部にとって歌とは「誰かと繋がるための術」であると語る。これは人の心を欲する気持ちが根底にあり、歌詞と曲で何かを発信できたら、という思いがあるためである。歌詞やメロディは様々な場面から生まれるが、衝動に駆られたときに一番思いつくという。
マーティ・フリードマンは、阿部の歌い方は巻き舌っぽく、少し男性っぽく聞こえるときがあると述べている。声域も普通の女性ボーカルよりは広く、特に低音域をしっかりカバーできるので、ロックっぽいノリの曲を歌う際は大きな強みになると評している。

## 使用楽器
YAMAHA CPX-15
ヤマハ製エレアコギター。「ふりぃ」「伝えたいこと」のミュージック・ビデオで使用。高校の頃にデモ音源を録音するスタジオのオーナーから借りたものである。
Ibanez AEL60SE
アイバニーズ製エレアコギター。「19歳の唄」のミュージック・ビデオで使用。
Ibanez AEL45SE
アイバニーズ製エレアコギター。「ロンリー」「モットー。」のミュージック・ビデオ、「阿部真央らいぶNo.2@Zepp Tokyo」などで使用。
Ibanez AEG15E
アイバニーズ製エレアコギター。「世界はまだ君を知らない」「貴方が好きな私」のミュージック・ビデオ、「阿部真央らいぶ夏の陣」「阿部真央らいぶNo.3」などで使用。
Fender Telecaster
フェンダー製エレキギター。アルバム『おっぱじめ!』収録の「這い上がれMY WAY」のレコーディング、「阿部真央らいぶNo.6」で同曲を演奏する際に使用。また、「優しい言葉」のミュージック・ビデオでも使用している。

## 人物

### 趣味・嗜好
好きな食べ物はさば、ケチャップ、卵、甘いもの。甘いものに関しては現在規制中である。好きな言葉は「パック」。好きな男性のタイプは「雰囲気のある人」。顔は一重瞼が好み。好きなマンガは山本英夫の『ホムンクルス』。空の写真を撮るのが好きで携帯電話のフォルダは空の画像であふれている。休日はインドア派である。食べることと寝ることが楽しみであり、家の中で無駄に動いて過ごす。
ONE OK ROCKのファンであり、2012年に行われた彼らのツアーの5月31日公演にはゲスト出演した。阿部と同じ大分県出身のサッカー選手である清武弘嗣はファンである事を公言しており、阿部自身も清武のファンである。2012年7月11日に国立競技場で行われたキリンチャレンジカップで、初めて会場で試合を観戦した。
自身の曲「人見知りの唄〜共感してもらえたら嬉しいって話です〜」にもあるように極度の人見知りで友達が多かったわけでもないが、愛されてる自分も分かっているし人間は大好きである。

### オフィシャルファンクラブ
オフィシャルファンクラブ名は「あべまにあ」。名称はファンから募集し、決定した。
開始当初は月額400円のモバイル会員制で、本人によるブログや、オフィシャルPCサイトでも人気の手描き日記『あべまより。』が無料で閲覧できる。「阿部真央」のイメージが携帯を飾る待受やFLASH待受、カレンダーなど、「阿部真央」の世界観を存分に堪能できる。その他、着うた・着うたフルにて「阿部真央」の音源を全て配信している。新曲リリース時には動画コメントなどのコンテンツを展開。ライブの先行予約もここで行われる。
2016年1月21日より、新たに年会費コースが開始された。それに伴い、それまでのモバイル会員は月額コースとして継続されている。年会費コースでは会員証や会報「あべまがじん」の発行の他、月額コースよりも早くライブの先行予約が可能となっている。

## 作品

### シングル
|                                              | 発売日         | タイトル                                 | 規格品番              | チャート成績  | チャート成績 | チャート成績 | RIAJ認定 |
| オリコン                                     | 発売日         | タイトル                                 | 規格品番              | Japan Hot 100 | RIAJ         | ダウンロード |          |
| -------------------------------------------- | -------------- | ---------------------------------------- | --------------------- | ------------- | ------------ | ------------ | -------- |
|                                              | 2008年         | 貴方の恋人になりたいのです（AG Ver.）[1] |                       | -             | -            | -            | -        |
|                                              | 2008年         | 人見知りの唄（AG Ver.）[1]               |                       | -             | -            | -            | -        |
|                                              | 2008年         | MY BABY（AG Ver.）[1]                    |                       | -             | -            | -            | -        |
|                                              | 2008年         | I wanna see you（AG Ver.）[1]            |                       | -             | -            | -            | -        |
|                                              | 2008年         | ふりぃ[2]                                |                       | -             | 1位          | -            | -        |
| 1st                                          | 2009年5月27日  | 伝えたいこと/I wanna see you             | PCCA-02901            | 19位          | 11位 39位    | - 61位       | -        |
| 2nd                                          | 2009年8月5日   | 貴方の恋人になりたいのです               | PCCA-02952 PCCA-02953 | 19位          | 5位          | 29位         | ゴールド |
| 3rd                                          | 2010年1月13日  | いつの日も                               | PCCA-03064 PCCA-03065 | 12位          | 2位          | 6位          | ゴールド |
| 4th                                          | 2010年6月9日   | ロンリー                                 | PCCA-03179            | 22位          |              |              | -        |
| 5th                                          | 2010年11月3日  | 19歳の唄                                 | PCCA-03283            | 20位          |              |              | -        |
| 6th                                          | 2011年5月18日  | モットー。/光                            | PCCA-03411            | 20位          |              |              | -        |
| 7th                                          | 2011年11月16日 | 側にいて                                 | PCCA-03500            | 22位          |              |              | -        |
| 8th                                          | 2012年5月16日  | 世界はまだ君を知らない                   | PCCA-70328            | 22位          | 11位         |              | -        |
| 9th                                          | 2013年3月6日   | 最後の私                                 | PCCA-03794 PCCA-70361 | 20位          |              |              | -        |
| 10th                                         | 2013年6月26日  | 貴方が好きな私/boyfriend                 | PCCA-70379            | 28位          |              |              | -        |
| 11th                                         | 2014年5月21日  | Believe in yourself                      | PCCA-70404 PCCA-70405 | 31位          |              |              | -        |
| 12th                                         | 2014年10月22日 | それぞれ歩き出そう                       | PCCA-04093 PCCA-70413 | 29位          |              |              | -        |
| 13th                                         | 2015年11月18日 | You changed my life                      | PCCA-04294 PCCA-70462 | 37位          |              |              | -        |
| 14th                                         | 2016年5月25日  | Don't let me down                        | BRCA-00073 PCCA-04388 | 54位          |              |              | -        |
| 15th                                         | 2016年8月24日  | 女たち                                   | PCCA-70485            | 92位          |              |              | -        |
| 16th                                         | 2018年10月24日 | 変わりたい唄                             | PCCA-04700            | 53位          |              |              | -        |
| 17th                                         | 2019年5月8日   | 君の唄(キミノウタ)/答                    | PCCA-04776 PCCA-04777 | 35位          |              |              | -        |
| 18th                                         | 2019年8月21日  | どうしますか、あなたなら                 | PCCA-70545            | 57位          |              |              | -        |
| " - " チャート入りしなかったことを意味する。 |                |                                          |                       |               |              |              |          |

1. a b c d プレデビューiTunesデジタルダウンロードシングル(デモ版)
2. ^ラジオシングル

### 配信限定シングル
|      | 発売日         | タイトル                        |
| ---- | -------------- | ------------------------------- |
| 1st  | 2017年12月8日  | K.I.S.S.I.N.G.                  |
| 2nd  | 2018年7月16日  | まだ僕は生きてる                |
| 3rd  | 2020年4月8日   | READY GO                        |
| 4th  | 2020年8月12日  | Be My Love                      |
| 5th  | 2021年2月3日   | ふたりで居れば                  |
| 6th  | 2021年12月15日 | I Never Knew                    |
| 7th  | 2022年1月21日  | Sailing                         |
| 8th  | 2023年1月11日  | Never Fear                      |
| 9th  | 2023年8月23日  | I've Got the Power              |
| 10th | 2024年1月9日   | Keep Your Fire Burning          |
| 11th | 2024年5月29日  | 進むために                      |
| 12th | 2024年7月17日  | Hands and Dance                 |
| 13th | 2024年12月25日 | いつの日も (2024 Acoustic Ver.) |
| 14th | 2025年4月9日   | マリア                          |

### 配信限定EP
|     | 発売日        | タイトル |
| --- | ------------- | -------- |
| 1st | 2022年8月26日 | Who Am I |

### アルバム

#### スタジオ・アルバム
| 枚   | 発売日        | タイトル         | 規格                           | 規格品番   | チャート成績 | チャート成績               | チャート成績      |
| 枚   | 発売日        | タイトル         | 規格                           | 規格品番   | オリコン     | Billboard JAPAN Top Albums | サウンド スキャン |
| ---- | ------------- | ---------------- | ------------------------------ | ---------- | ------------ | -------------------------- | ----------------- |
| 1st  | 2009年1月21日 | ふりぃ           | CD+DVD                         | PCCA-02815 | 17位         |                            | 20位              |
| 1st  | 2009年1月21日 | ふりぃ           | CD                             | PCCA-02816 | 17位         |                            | 20位              |
| 2nd  | 2010年1月27日 | ポっぷ           | CD+DVD                         | PCCA-03071 | 5位          |                            | 4位               |
| 2nd  | 2010年1月27日 | ポっぷ           | CD                             | PCCA-03072 | 5位          |                            | 4位               |
| 3rd  | 2011年6月1日  | 素。             | CD+DVD                         | PCCA-03412 | 6位          |                            |                   |
| 3rd  | 2011年6月1日  | 素。             | CD                             | PCCA-03413 | 6位          |                            |                   |
| 4th  | 2012年6月6日  | 戦いは終わらない | CD+DVD                         | PCCA-03594 | 6位          | 5位                        | 7位               |
| 4th  | 2012年6月6日  | 戦いは終わらない | CD                             | PCCA-03595 | 6位          | 5位                        | 7位               |
| 5th  | 2013年8月28日 | 貴方を好きな私   | CD+DVD                         | PCCA-03888 | 7位          |                            |                   |
| 5th  | 2013年8月28日 | 貴方を好きな私   | CD                             | PCCA-03889 | 7位          |                            |                   |
| 6th  | 2015年2月18日 | おっぱじめ!      | CD+DVD                         | PCCA-04142 | 7位          |                            |                   |
| 6th  | 2015年2月18日 | おっぱじめ!      | CD                             | PCCA-04143 | 7位          |                            |                   |
| 7th  | 2017年2月15日 | Babe.            | CD+DVD                         | BRCA-00078 | 14位         |                            |                   |
| 7th  | 2017年2月15日 | Babe.            | CD                             | PCCA-04492 | 14位         |                            |                   |
| 8th  | 2018年3月7日  | YOU              | CD+DVD                         | PCCA-04627 | 18位         |                            |                   |
| 8th  | 2018年3月7日  | YOU              | CD                             | PCCA-04628 | 18位         |                            |                   |
| 9th  | 2020年1月22日 | まだいけます     | CD+DVD                         | PCCA-04885 | 14位         |                            |                   |
| 9th  | 2020年1月22日 | まだいけます     | CD                             | PCCA-04886 | 14位         |                            |                   |
| 10th | 2023年2月15日 | Not Unusual      | CD+Blu-ray(PCSC限定予約生産盤) | SCCA-00139 | 22位         |                            |                   |
| 10th | 2023年2月15日 | Not Unusual      | CD+DVD(PCSC限定予約生産盤)     | SCCA-00140 | 22位         |                            |                   |
| 10th | 2023年2月15日 | Not Unusual      | CD                             | PCCA-06142 | 22位         |                            |                   |
| 11th | 2024年8月7日  | NOW              | CD+Blu-ray                     | PCCA-06305 | 35位         | 30位                       |                   |
| 11th | 2024年8月7日  | NOW              | CD                             | PCCA-06306 | 35位         | 30位                       |                   |

#### ベスト・アルバム
|                      | 発売日        | タイトル                              | 規格          | 規格品番                     | チャート成績               | チャート成績      | チャート成績 |
| オリコン             | 発売日        | タイトル                              | 規格          | 規格品番                     | Billboard JAPAN Top Albums | サウンド スキャン |              |
| -------------------- | ------------- | ------------------------------------- | ------------- | ---------------------------- | -------------------------- | ----------------- | ------------ |
| シングル集           | 2014年8月20日 | シングルコレクション19-24             | CD+DVD+グッズ | PCCA-04075（予約限定生産盤） | 7位                        | 6位               |              |
| シングル集           | 2014年8月20日 | シングルコレクション19-24             | CD+DVD        | PCCA-04076（初回限定盤）     | 7位                        | 6位               |              |
| シングル集           | 2014年8月20日 | シングルコレクション19-24             | CD            | PCCA-04077（通常盤）         | 7位                        | 6位               |              |
| レンタル限定         | 2015年9月16日 | 阿部真央 レンタルベスト 〜恋の唄 編〜 | CD            |                              |                            |                   |              |
| レンタル限定         | 2015年9月16日 | 阿部真央 レンタルベスト 〜応援歌 編〜 | CD            |                              |                            |                   |              |
| オールタイム・ベスト | 2019年1月23日 | 阿部真央ベスト                        | 2CD+DVD       | PCCA-04741（初回限定盤）     | 9位                        |                   |              |
| オールタイム・ベスト | 2019年1月23日 | 阿部真央ベスト                        | 2CD           | PCCA-04742（通常盤）         | 9位                        |                   |              |

#### ライブ・アルバム
|          | 発売日        | タイトル                                                    | 規格         | 規格品番   | チャート成績               | チャート成績      | チャート成績 |
| オリコン | 発売日        | タイトル                                                    | 規格         | 規格品番   | Billboard JAPAN Top Albums | サウンド スキャン |              |
| -------- | ------------- | ----------------------------------------------------------- | ------------ | ---------- | -------------------------- | ----------------- | ------------ |
| 1st      | 2015年3月11日 | 5th Anniversary 阿部真央らいぶ2014@日本武道館               | 2CD          | PCCA-04164 | 159位                      |                   |              |
| 2nd      | 2019年4月17日 | 阿部真央らいぶNo.8 ～10th Anniversary Special～＠日本武道館 | 2CD          | PCCA-04775 |                            |                   |              |
| 3rd      | 2025年8月6日  | 阿部真央らいぶ2025 -15th Anniversary- @東京ガーデンシアター | デジタル配信 |            |                            |                   |              |

#### カバー・アルバム
|          | 発売日        | タイトル                    | 規格       | 規格品番   | チャート成績               | チャート成績      | チャート成績 |
| オリコン | 発売日        | タイトル                    | 規格       | 規格品番   | Billboard JAPAN Top Albums | サウンド スキャン |              |
| -------- | ------------- | --------------------------- | ---------- | ---------- | -------------------------- | ----------------- | ------------ |
| 1st      | 2021年1月20日 | MY INNER CHILD MUSEUM       | CD         | PCCA-04996 |                            |                   |              |
| 2nd      | 2023年9月20日 | Acoustic -Self Cover Album- | CD+Blu-ray | PCCA-06228 | 32位                       |                   |              |
| 2nd      | 2023年9月20日 | Acoustic -Self Cover Album- | CD+DVD     | PCCA-06229 | 32位                       |                   |              |
| 2nd      | 2023年9月20日 | Acoustic -Self Cover Album- | 12cmCD     | PCCA-06230 | 32位                       |                   |              |

### 映像作品
|     | 種類           | リリース日    | タイトル                                                    | 規格    | 規格品番                     | チャート成績 |
| --- | -------------- | ------------- | ----------------------------------------------------------- | ------- | ---------------------------- | ------------ |
| 1st | ライブ・ビデオ | 2011年7月27日 | 阿部真央らいぶNo.2@Zepp Tokyo                               | DVD     | PCBP-52075                   | 33位         |
| 2nd | ライブ・ビデオ | 2012年12月5日 | 阿部真央らいぶNo.4@渋谷公会堂                               | Blu-ray | PCXP-50095                   | 35位         |
| 2nd | ライブ・ビデオ | 2012年12月5日 | 阿部真央らいぶNo.4@渋谷公会堂                               | DVD     | PCBP-52105（初回限定盤）     | 18位         |
| 2nd | ライブ・ビデオ | 2012年12月5日 | 阿部真央らいぶNo.4@渋谷公会堂                               | DVD     | PCBP-52106（通常盤）         | 18位         |
| 3rd | ライブ・ビデオ | 2014年3月19日 | 阿部真央らいぶNo.5@東京国際フォーラム                       | Blu-ray | PCXP-50555                   | 41位         |
| 3rd | ライブ・ビデオ | 2014年3月19日 | 阿部真央らいぶNo.5@東京国際フォーラム                       | DVD     | PCBP-53555                   | 45位         |
| 4th | ライブ・ビデオ | 2015年3月11日 | 5th Anniversary 阿部真央らいぶ2014@日本武道館               | Blu-ray | PCXP-50556                   | 24位         |
| 4th | ライブ・ビデオ | 2015年3月11日 | 5th Anniversary 阿部真央らいぶ2014@日本武道館               | DVD     | PCBP-53556（2枚組）          | 26位         |
| 5th | ライブ・ビデオ | 2016年6月1日  | 阿部真央らいぶNo.6@東京国際フォーラム                       | Blu-ray | PCXP-50557                   | 30位         |
| 5th | ライブ・ビデオ | 2016年6月1日  | 阿部真央らいぶNo.6@東京国際フォーラム                       | DVD     | PCBP-53557                   | 26位         |
| 6th | ライブ・ビデオ | 2017年9月20日 | 阿部真央らいぶNo.7@東京国際フォーラム                       | Blu-ray | PCXP-50518（通常盤）         | 53位         |
| 6th | ライブ・ビデオ | 2017年9月20日 | 阿部真央らいぶNo.7@東京国際フォーラム                       | Blu-ray | BRXP-00013（PCSC限定盤）     | 53位         |
| 6th | ライブ・ビデオ | 2017年9月20日 | 阿部真央らいぶNo.7@東京国際フォーラム                       | DVD     | PCBP-53218（通常盤）         | 42位         |
| 6th | ライブ・ビデオ | 2017年9月20日 | 阿部真央らいぶNo.7@東京国際フォーラム                       | DVD     | BRBP-00068（PCSC限定盤）     | 42位         |
| 7th | ライブ・ビデオ | 2019年4月17日 | 阿部真央らいぶNo.8 ～10th Anniversary Special～@日本武道館  | Blu-ray | PCXP-50648                   | 25位         |
| 7th | ライブ・ビデオ | 2019年4月17日 | 阿部真央らいぶNo.8 ～10th Anniversary Special～@日本武道館  | DVD     | PCBP-53264                   | 26位         |
| 8th | ライブ・ビデオ | 2025年8月6日  | 阿部真央らいぶ2025 -15th Anniversary- @東京ガーデンシアター | Blu-ray | PCXP-51170（通常盤）         |              |
| 8th | ライブ・ビデオ | 2025年8月6日  | 阿部真央らいぶ2025 -15th Anniversary- @東京ガーデンシアター | Blu-ray | BRXP-00048（完全生産限定盤） |              |
| 8th | ライブ・ビデオ | 2025年8月6日  | 阿部真央らいぶ2025 -15th Anniversary- @東京ガーデンシアター | DVD     | PCBP-55608（通常盤）         |              |
| 8th | ライブ・ビデオ | 2025年8月6日  | 阿部真央らいぶ2025 -15th Anniversary- @東京ガーデンシアター | DVD     | BRBP-00130（完全生産限定盤） |              |

### 参加作品
- RADIO SOUL 20「Oh! RADIO」（2009年6月17日）
  - RADIO SOUL 20のメンバーとして参加[62]。
- KREVA「微炭酸シンドローム feat.阿部真央」（2011年9月8日、アルバム『GO』収録）
  - フィーチャリングアーティスト及び作詞（KREVAとの共作）で参加[63][64]。
- Aimer「for ロンリー」（2014年9月3日、アルバム『誰か、海を。EP』収録）
  - アルバム『素。』収録曲のカバーで、コーラスで参加[65]。
- BiSH「JAM」ミュージック・ビデオ（2017年11月29日、アルバム『THE GUERRiLLA BiSH』収録）
  - メンバーの一人、アイナ・ジ・エンドが今一番会いたい人として参加[66]。
- [re:]「もう一度」（2020年6月5日配信）
  - ONE OK ROCKのTakaと清水翔太が発足したプロジェクトで、ゲストボーカルの一人として参加[67]。
- 加藤ミリヤトリビュートアルバム「INSPIRE」（2020年10月28日）
  - 楽曲「Last Love」で参加[68]。

### 楽曲提供
- Aimer「words」作詞・作曲（ミニアルバム『After Dark』収録）
- 山本彩「喝采」作詞・作曲・ギター（アルバム『identity』収録）
- ASCA「NO FAKE」作詞・作曲（アルバム『百歌繚乱』収録[69]）
- ASCA「regain」作詞・作曲（アルバム『百希夜行』収録[70]）
- ファーストサマーウイカ「カメレオン」作詞・作曲（配信シングル『カメレオン』）
- 7ORDER「もしも」作詞・作曲（アルバム『Re:ally?』収録）
- 高田夏帆「風の唄」作詞・作曲（シングル『風の唄』）
- ASCA「あなたが居ないこの世界でも」作詞・作曲（3rdアルバム『VIVID』収録[71]）

### 未音源化曲
- 母の唄
  - 阿部の母に対する想いを綴った曲。この曲について阿部は「ライブに来てくれた人限定、音源化の予定は全く無い」と公言しており、CDや配信はおろか、ライブ映像作品にも収録されていない。
  - アルバム『ふりぃ』には、隠しトラックとしてこの曲のピアノによるインストゥルメンタルが収録されている。

## タイアップ曲
| 起用年 | タイトル                 | タイアップ                                                                                                 | 初出                                   |
| ------ | ------------------------ | --- | -------------------------------------- |
| 2018年 | K.I.S.S.I.N.G            | 日本コープ共済生活協同組合連合会「わたしは、コープ共済。」編CMソング                                       | アルバム『YOU』                        |
| 2019年 | 君の唄(キミノウタ)       | バンダイナムコアーツ/ポニーキャニオン配給映画『チア男子!!』主題歌                                          | シングル「君の唄(キミノウタ)/答」      |
| 2019年 | 答                       | テレビアニメ『消滅都市』オープニングテーマ                                                                 | シングル「君の唄(キミノウタ)/答」      |
| 2019年 | どうしますか、あなたなら | NHK ドラマ10『これは経費で落ちません!』主題歌                                                              | シングル「どうしますか、あなたなら」   |
| 2020年 | READY GO                 | NHK テレビアニメ『アニ×パラ〜あなたのヒーローは誰ですか〜』第9弾「ボッチャ」テーマ曲                       | 配信シングル「READY GO」               |
| 2020年 | Be My Love               | ABCテレビ ドラマ+『僕らは恋がヘタすぎる』主題歌                                                            | 配信シングル「Be My Love」             |
| 2021年 | ふたりで居れば           | テレビ東京系 ドラマパラビ『おじさまと猫』エンディングテーマ                                                | 配信シングル「ふたりで居れば」         |
| 2023年 | Never Fear               | BS11 テレビアニメ ANIME+『人間不信の冒険者たちが世界を救うようです』エンディングテーマ                     | 配信シングル「Never Fear」             |
| 2024年 | Keep Your Fire Burning   | テレビアニメ『望まぬ不死の冒険者』エンディングテーマ                                                       | 配信シングル「Keep Your Fire Burning」 |
| 2024年 | 進むために               | 集英社「別冊マーガレット」連載漫画 結木悠・作『君を忘れる恋がしたい』コミックス第2巻発売記念イメージソング | 配信シングル「進むために」             |
| 2025年 | 進むために               | ABEMA特別配信番組『Love 30s. -幸せな人生の作り方- with anan』エンディングテーマ                            | 配信シングル「進むために」             |
| 2025年 | マリア                   | テレビ東京系 ドラマ24『ディアマイベイビー～私があなたを支配するまで～』エンディングテーマ                  | 配信シングル「マリア」                 |

## 受賞とノミネート
CDショップ大賞
| 年     | ノミネート対象 | 賞   | 結果 |
| ------ | -------------- | ---- | ---- |
| 2009年 | ふりぃ         | 入選 | 受賞 |

MTV Video Music Awards Japan
| 年     | ノミネート対象 | 賞                             | 結果   |
| ------ | -------------- | ------------------------------ | ------ |
| 2010年 | いつの日も     | 最優秀新人アーティストビデオ賞 | 未決定 |
| 2011年 | ロンリー       | POP部門                        | 未決定 |

## 出演

### テレビ
- 阿部真央『NOW』SPECIAL（2024年8月5日、SPACE SHOWER TV）[83]
- 阿部真央 15th Anniversary SPACE SHOWER TV HISTORY（2024年10月14日、SPACE SHOWER TV）[83]

### ラジオ
- 阿部真央のあべまおらじお（JFN系列、2009年10月 - 2012年3月）
- MUSIC FREAKS（FM802、2009年10月 - 2010年9月 隔週出演）
- おぎやはぎのメガネびいき（TBSラジオ、2014年5月22日）
  - 曲紹介ゲストとして出演。クソガールであることが判明し、第2回「俺たちでもヤれるはずクソメン妄想総選挙」へノミネートの可能性あり[84]。この番組の出演がきっかけで「クソメンクソガールの唄」が書かれ、ベストアルバム『阿部真央ベスト』に収録された。
- 阿部真央のゴチャゴチャらじお（FM FUJI、2020年4月3日[85] - 2023年3月30日）
- 阿部真央のBrighten Your Sunday（FM FUJI、2024年4月7日 - ）

### インターネット配信
- THE FIRST TAKE（YouTube）
  - 第573回「貴方の恋人になりたいのです」（2025年8月1日）[53]
  - 第578回「ストーカーの唄 ～3丁目、貴方の家～」（2025年8月13日）[86]

## 楽譜
全てヤマハミュージックメディアより発売。
- ギター弾き語り 阿部真央「ふりぃ+2」（2009年5月26日発売）
  - デビューアルバム「ふりぃ」収録曲と、1枚目のシングル「伝えたいこと/I wanna see you」のギター弾き語り用の楽譜の他、本人によるセルフライナーノーツなどを掲載。
- ピアノソロ 阿部真央「ふりぃ+2」（2009年5月27日発売）
  - デビューアルバム「ふりぃ」と、1枚目のシングル「伝えたいこと/I wanna see you」のピアノ弾き語り用の楽譜を掲載。
- ギター弾き語り 阿部真央「ポっぷ」（2010年6月14日発売）
  - 2枚目のアルバム「ポっぷ」収録曲のギター弾き語り用の楽譜の他、本人によるセルフライナーノーツなどを掲載。
- ギター弾き語り 阿部真央「素。」（2011年8月14日発売）
  - 3枚目のアルバム「素。」収録曲のギター弾き語り用の楽譜を掲載。
- バンドスコア 阿部真央「ふりぃ」（2011年9月21日発売）
- バンドスコア 阿部真央「ポっぷ」（2011年9月21日発売）
- バンドスコア 阿部真央「素。」（2011年9月21日発売）
- ギター弾き語り 阿部真央「戦いは終わらない」（2012年6月29日発売）
- バンドスコア 阿部真央「戦いは終わらない」（2012年6月29日発売）
- ギター弾き語り 阿部真央「貴方を好きな私」（2013年8月31日発売）
- バンドスコア 阿部真央「貴方を好きな私」（2013年8月31日発売）
- ギター弾き語り/バンドスコア 阿部真央「Believe in yourself」（2014年5月24日）
- ギター弾き語り 阿部真央「シングルコレクション 19-24」（2014年8月21日発売）
- バンドスコア 阿部真央「シングルコレクション 19-24」（2014年8月21日発売）
- ギター弾き語り/バンドスコア 阿部真央「それぞれ歩き出そう」（2014年10月24日）
- ギター弾き語り 阿部真央「おっぱじめ!」（2015年2月20日発売）
- ギター弾き語り 阿部真央「Babe.」（2017年3月19日発売）
- ギター弾き語り 阿部真央「YOU」（2018年4月8日発売）
- ギター弾き語り 阿部真央「阿部真央ベスト」（2019年2月22日発売）